# Урманов, Алексей Евгеньевич
Алексе́й Евге́ньевич Урма́нов (род. 17 ноября 1973, Ленинград) — российский фигурист-одиночник и тренер по фигурному катанию, заслуженный мастер спорта России (1994 год), олимпийский чемпион 1994 года, бронзовый призёр чемпионата мира 1993, чемпион (1997), серебряный и трижды бронзовый призёр чемпионатов Европы.

## Биография
Заниматься фигурным катанием Алексей начал в 4 года. С 1977 его тренером была Нина Николаевна Монахова, с 1979 — Наталья Витальевна Голубева. Она тренировала Урманова в клубе СКА (Ленинград). С сезона 1989-1990 годов его тренером стал Алексей Николаевич Мишин. С ним он стал вице-чемпионом мира на юниорском чемпионате мира в США.
На чемпионате СССР в Минске в декабре 1990 занял 3-е место, впервые в истории абсолютно безошибочно исполнив четверной прыжок — тулуп (до этого ИСУ засчитало исполнение четверного в 1988 году К.Браунингом, однако на выезде тот сделал ошибку) и стал членом сборной СССР, СНГ, затем — России (до 1998) по фигурному катанию. В 1991 дебютировал на чемпионате Европы, вновь исполнив чисто прыжок в четыре оборота, повторил его и на чемпионате мира 1991. В декабре 1991 года в Киеве стал последним чемпионом СССР по фигурному катанию.
Бронзовый призёр чемпионата мира 1993 и неоднократный призёр чемпионатов Европы по фигурному катанию на коньках (в том числе чемпион в 1997). Олимпийский чемпион в мужском одиночном катании (1994), выиграл и техническую и произвольную программу благодаря чистому исполнению всех элементов (в произвольной среди всех участников выполнил наибольшее количество тройных прыжков — 8, включая два тройных акселя).
В 1999 году на чемпионате Европы завоевал бронзу, остальные места на пьедестале заняли также ученики Алексея Мишина: Алексей Ягудин и Евгений Плющенко. В августе 1999 года завершил любительскую карьеру, победил в декабре 1999 года на чемпионате мира среди профессионалов в Вашингтоне (США).
C 2001 года по 2015 год работал тренером в спортивной детско-юношеской школе Олимпийского резерва (СДЮШОР) при Дворце спорта «Юбилейный» и Академии фигурного катания. Его самым успешным учеником является двукратный чемпион России — Сергей Воронов.
В 2015 году переехал в Сочи и начал работу в Центре фигурного катания Татьяны Волосожар и Максима Транькова в Олимпийском парке в качестве старшего тренера.  В ноябре 2015 года новой подопечной Урманова на сочинском льду стала олимпийская чемпионка Юлия Липницкая.
В настоящее время продолжает работать в Сочи и является старшим тренером сборной Краснодарского края по фигурному катанию.
Урманов является техническим специалистом Международного союза конькобежцев.

## Образование
1996 — Окончил Санкт-Петербургскую государственную академию физической культуры им. П. Ф. Лесгафта по специальности «тренер-преподаватель».

## Прочее
- В 2000 году снялся в документально-художественном фильме об истории фигурного катания в России и СССР — «Ледяное сияние звёзд» (режиссёр Н. В. Орлов), где выступил в роли одного из рассказчиков.
- В 2006 году принимал участие в шоу телеканала РТР «Танцы на льду», где катался в паре с актрисой Татьяной Догилевой.

## Семья
Отец — Евгений Петрович. 
Мать — Галина Владимировна.
Первая жена — Виктория Урманова.
Сыновья-близнецы — Иван и Андрей (р. 2001)
Вторая жена — Екатерина Павлова, финансовый директор компании Скайпарк.
Падчерица — фигуристка Мария Павлова.

## Награды и звания
- Кавалер ордена «За личное мужество» (1994 год) — за высокие спортивные достижения на XVII зимних Олимпийских играх 1994 года[2].
- Заслуженный мастер спорта России (1994)
- Почётный знак Федерации фигурного катания на коньках России (2003)[3]

## Результаты
| Соревнования/Сезон            | 1989-1990 | 1990-1991 | 1991-1992 | 1992-1993 | 1993-1994 | 1994-1995 | 1995-1996 | 1996-1997 | 1998-1999 |
| Зимние олимпийские игры       |           |           | 5         |           | 1         |           |           |           |           |
| Чемпионаты мира               |           | 8         | 8         | 3         | 4         | 4         | 5         |           | 5         |
| Чемпионаты Европы             |           | 6         | 3         | 5         | 3         | 2         |           | 1         | 3         |
| Чемпионаты мира среди юниоров | 2         |           |           |           |           |           |           |           |           |
| Чемпионаты СССР и России      |           | 3         | 1         | 1         | 1         | 1         | 1         | 2         | 3         |
| Финалы Гран-При               |           |           |           |           |           |           | 1         | 3         | 2         |
| Skate America                 |           |           |           |           | 3         |           |           | 2         | 3         |
| Skate Canada International    |           |           |           |           |           |           | 1         |           |           |
| Sparkassen Cup                |           |           |           |           |           |           | 4         | 1         |           |
| Trophee Lalique               |           |           | 3         |           |           |           |           |           |           |
| Cup of Russia                 |           |           |           |           |           |           |           | 1         | 1         |
| NHK Trophy                    |           |           |           | 3         |           |           |           |           |           |
| Игры доброй воли              |           |           |           |           | 1         |           |           |           | 2         |